# Sebastian Mühlthaler
Sebastian Mühlthaler (* 20. Januar 1807 in Mühlthal bei Rosenheim; † 28. April 1865) war ein deutscher Pfarrer und bayerischer Politiker.
Mühlthaler wirkte als Pfarrer in Palling und später als Dekan des Landkapitels Tittmoning. Im Mai 1855 wurde er im Wahlbezirk Traunstein in die bayerische Kammer der Abgeordneten gewählt, der er zunächst bis 1858 angehörte. Ein zweites Mal wurde er 1863 in die Abgeordnetenkammer gewählt und behielt das Mandat bis zu seinem Tod. Für ihn rückte der Rosenheimer Bierbrauer Thomas Steinböck nach.

## Quelle
- Sebastian Mühlthaler in der Parlamentsdatenbank des Hauses der Bayerischen Geschichte in der Bavariathek

| Personendaten    | Personendaten                               |
| ---------------- | ------------------------------------------- |
| NAME             | Mühlthaler, Sebastian                       |
| KURZBESCHREIBUNG | deutscher Pfarrer und bayerischer Politiker |
| GEBURTSDATUM     | 20. Januar 1807                             |
| GEBURTSORT       | Mühlthal bei Rosenheim                      |
| STERBEDATUM      | 28. April 1865                              |